# آخر أيام الحب (مسلسل)
آخر أيام الحب هو مسلسل عربي من بطولة العديد من نجوم الفن السوري والمصري من إخراج السوري وائل رمضان، تم بثه في رمضان عام 2009.

## القصة
تدور أحداث المسلسل في إطار درامي رومانسي يجسد فترة إعلان الجمهورية العربية المتحدة (الوحدة بين مصر وسوريا) في الفترة 1958-1961 عن طريق قصة حب بين نورا فتاة فقيرة في اللاذقية ويوسف شاب مصري هناك.